# Карів
Ка́рів — село в Україні, у Шептицькому районі Львівської області. Населення становить 832 особи.

## Історія
Перша письмова згадка про село датується 1490 роком. Згадка про церкву в селі датується 1531 роком.
На 01.01.1939 в селі проживало 2190 мешканців, з них 1970 українців-грекокатоликів, 40 українців-римокатоликів, 45 євреїв, 10 німців, 120 поляків, 5 польських колоністів міжвоєнного періоду. Місцева греко-католицька парафія належала до Угнівського деканату Перемишльської єпархії. Село входило до ґміни Брукенталь Равського повіту Львівського воєводства Польської республіки. Після анексії СРСР Західної України в 1939 році село включене до Угнівського району Львівської області.
11.05.1944 в селі відбувся бій відділів УПА «Галайда», «Сіроманці», «Морозенка» з німцями.. Він закінчився поразкою повстанців. УПА втратила 8 чоловік, чотири партизани були поранені. У полон здалися до 40 чоловік. Також загинули четверо мирних жителів. Німцям дісталося шість ручних кулеметів, крупнокаліберний кулемет і міномет.
Церква святої великомучениці Параскеви П'ятниці, перейшла з УПЦ МП до помісної Православної церкви України (ПЦУ). Таке рішення церковна громада прийняла у неділю, 6 січня 2019 року.

### Археологія
На околицях села у 2017 році місцевими жителями випадково були знайдені археологічні артефакти римської доби (меч і металеві вироби). Подальші розкопки призвели до відкриття поховання германських племен ІІІ ст. н.е.

## Населення

### Мова
Розподіл населення за рідною мовою за даними перепису 2001 року:
| Мова            | Кількість | Відсоток |
| --------------- | --------- | -------- |
| українська      | 1055      | 99.82%   |
| російська       | 1         | 0.09%    |
| інші/не вказали | 1         | 0.09%    |
| Усього          | 1057      | 100%     |

## Відомі люди
- д-р Остап Воронка — український галицький лікар, громадський та просвітній діяч, репресований більшовиками.[10]
- Дужі — родина українських громадських діячів.
- Микола Дужий — підхорунжий УГА, секретар Головної Управи товариства “Просвіта”, секретар призидії УГВР.
- Петро Дужий — український письменник, з 1944 референт пропаганди УПА, почесний громадянин міста Львова.
- Іван Дужий — організатор драматичного гуртка в селі, заарештований радянською владою у 1940 році, помер у тюрмі.
- Нестор Іванина — уродженець села, український культурний діяч, письменник.
- Василь Макух — український правозахисник.
- Григорій Мазур псевдо «Калинович» — командир сотні «Месники-1» куреня УПА «Месники»[11][12]
- Матвіяс Іван Григорович — провідний науковий співробітник Інституту української мови НАН України, доктор філологічних наук, професор, лауреат Державної премії України в галузі науки і техніки.
- Віктор Матюк — український композитор, сільський священник УГКЦ.
- Юрій Мельник (1889—1919) — чотар УГА, герой визвольних змагань 1918 — 20-х років.
- Андрій Ментух — польський та український художник.
- Яким Хомінський — уродженець села, син пароха, директор львівської поліції, двічі обраний послом до Галицького сейму (1861 і 1863 років).